# Sahastata sinuspersica
Espèce
Sahastata sinuspersica est une espèce d'araignées aranéomorphes de la famille des Filistatidae.

## Distribution
Cette espèce se rencontre en Iran au Hormozgan, au Pakistan et en Inde,.

## Description

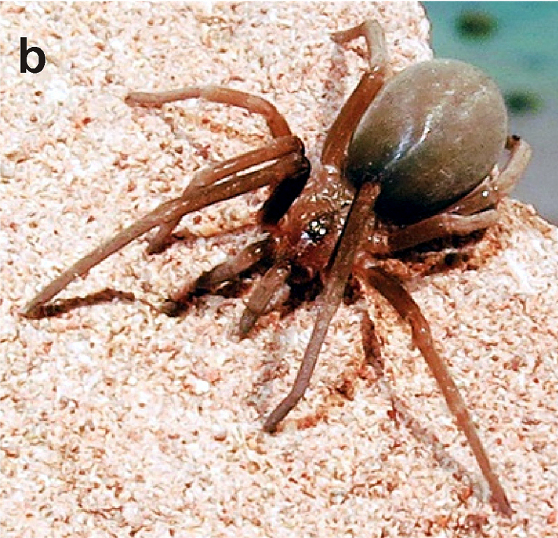
Sahastata sinuspersica ♀

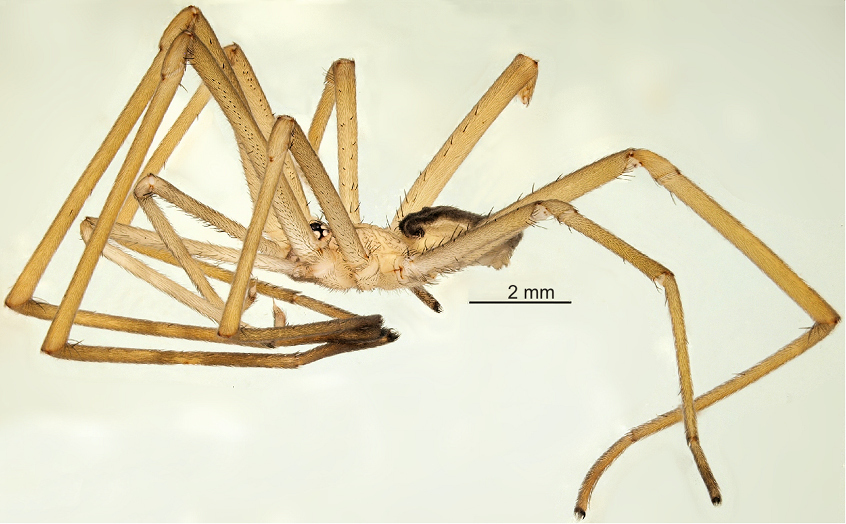
Sahastata sinuspersica ♂

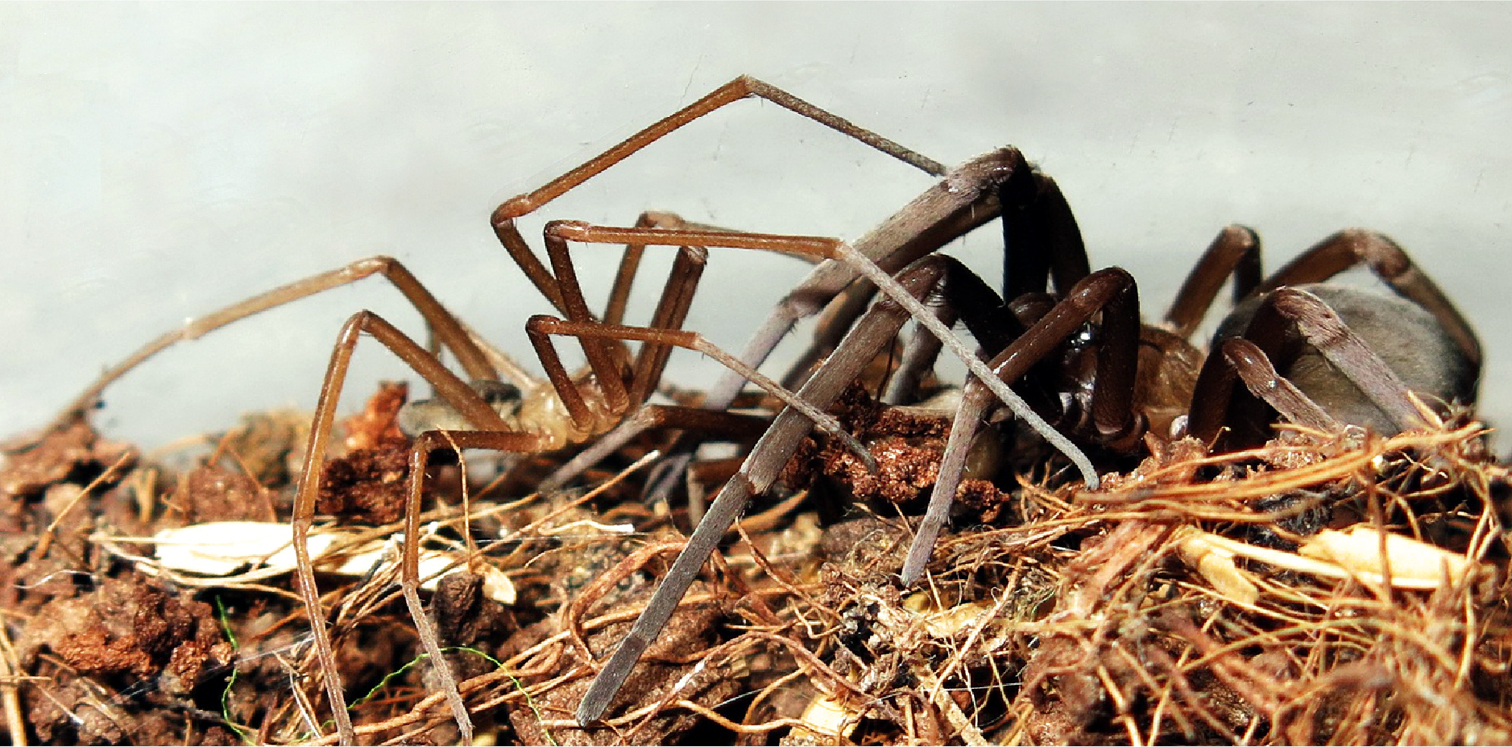
Sahastata sinuspersica ♀

La femelle holotype mesure 12,0 mm.
Le mâle décrit par Marusik et Zamani en 2015 mesure 4,85 mm.

## Systématique et taxinomie
Cette espèce a été décrite par Marusik, Zamani et Mirshamsi en 2014.

## Publication originale
- Marusik, Zamani & Mirshamsi, 2014 : « Three new species of mygalomorph and filistatid spiders from Iran (Araneae, Cyrtaucheniidae, Nemesiidae and Filistatidae). » ZooKeys, no 463, p. 1-10 (texte intégral).